# Trichocnaeia hilarula
Trichocnaeia hilarula är en skalbaggsart som först beskrevs av Thomas Broun 1880.  Trichocnaeia hilarula ingår i släktet Trichocnaeia och familjen långhorningar. Inga underarter finns listade i Catalogue of Life.